# Lamberto Nazzareno Gestri
Lamberto Nazzareno Gestri (Prato, 15 febbraio 1942) è un politico italiano del Partito Democratico, presidente della provincia di Prato dal 2009 al 2014.

## Biografia
Gestri è stato consigliere comunale e segretario provinciale della Democrazia Cristiana (dal 1979 al 1988). Successivamente è stato coordinatore provinciale della Margherita, finché questa non è confluita nel Partito Democratico. Alle elezioni amministrative del 2009 è stato eletto presidente della provincia di Prato per una coalizione composta da Partito Democratico, Italia dei Valori, Sinistra e Libertà e Partito dei Comunisti Italiani, sconfiggendo al ballottaggio la candidata di centrodestra Cristina Attucci Carrai con il 50,85% dei voti.